# Ічет-Ляга
Ічет-Ля́га або Ічетля́га (рос. Ичет-Ляга, Ичетляга) — річка в Республіці Комі, Росія, ліва притока річки Ілич, правої притоки річки Печора. Протікає територією Троїцько-Печорського району.
Річка починається на північно-західних схилах гори Атертумп (висота 871 м) хребта Поясовий Камінь. Протікає на південний захід, південь, захід, південний захід та захід. Впадає до Ілича в районі колишнього присілка Єгра-Ляга.
Притоки:
- права — Кеїншор